# نور-پا-دو-کاله
 نور-پا-دو-کاله  (به فرانسوی: Nord-Pas-de-Calais) نام یکی از ۲۶ ناحیه کشور فرانسه است که شامل ۲ منطقه نور و کاله می‌باشد.
جمعیت این ناحیه ۴٬۰۱۸٬۶۴۴ نفر است. همچنین مساحت این ناحیه بالغ بر ۱۲٬۴۱۴ کیلومتر مربع است.

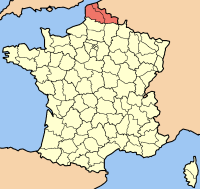
ناحیه نور پادوکاله در فرانسه